# Лоптица за бадминтон
Лоптица за бадминтон је спортски реквизит којим се игра бадминтон. Има купаст облик и састоји се од 16 пера која су природна, узета од гуске или патке, или најлонска односно пластична. Пера су забодена у чеп од плуте. Бирди је изузетно аеродинамичан и може да лети великом брзином при чему ће без обзира на начин на који га играч удари летјети тако да је чеп окренут напријед.

## Историја
Бадминтон је изузетно стар спорт који се играо још у Индији у периоду ране историје. Био је изузетно популаран и у Кини као и међу јужноамеричким домороцима. Игран је и на европским дворовима у доба феудализма. За играње је кориштена перјана лоптица, а кориштена су пера птица које су творцима лопте биле најдоступније, а најчешће су то била пера гуске или патке. Развијањем синтетичких материјал и пластике дошло је до тога да се и лоптице за бадминтон праве од њих.

## Материјали израде
Пернате лоптице су изузетно ломљиве па се за једну утакмицу потроши неколико лоптица, док су синтетичке много издржљивије и могу да издрже неколико утакмица без промјене облика. На мечевима на великим такмичењима (континентална и свјетска првенства и Олимпијске игре) се користе пернате лопте које се израђују на посебан начин да би биле издржљивије. Професионални играчи сматрају да су пернате лопте лакше за контролисање. Синтетичке лопте се скоро и не користе у Азији јер су пера доступнија него у Европи па нема потребе за синтетичким материјалима.
Постоји разлика у начину лета ових типова лоптица. Синтетичке лете спорије, али мање успоровају пред краја свога лета. Пернате падају скоро под правим углом, док синтетичке падају више дијагонално. Пернате лопте достижу брзину и до 320 km/h, али и брже успоровају при паду што чини да игра изгледа бржа. При кориштењу пернатих лопти настаје мањи притисак на руку играча па су и рјеђе повреде.

## Карактеристике
Маса лоптице је између 4,75-5,5 грама, док је дужина пера 70 милиметара. Пречник чепа је 25-28 милиметара, а пречник на врху лопте је 54 милиметра.